# نصیراحمد نور
دکتر نصیراحمد نور (زادهٔ ولایت پنجشیر)، دیپلمات برجسته افغان و سفیر فعلی افغانستان در تهران است. آقای نور پیش از این حداقل یک دوره سفیر افغانستان در قطر بود.